# Laser Interferometer Space Antenna

LISA följer jorden i dess bana runt solen.

Laser Interferometer Space Antenna (LISA) är ett planerat observatorium för att studera gravitationsvågor. Observatoriet ska bestå av tre rymdsonder i bana runt solen. Med hjälp av laserinterferometri mellan farkosterna ska man kunna detektera ett mycket bredare spektrum av vågor än man kan göra med jordbundna instrument som LIGO och Virgo. Anläggningen är tänkt att tas i bruk mot slutet av 2030-talet.

## Historik
LISA, ett observatorium i rymden för gravitationsvågor, började att planeras redan på 1990-talet. Det var tänkt som ett gemensamt projekt för rymdfartsorganisationerna i USA och Europa, NASA och ESA. Man hoppades att LISA skulle vara i drift runt 2010 men problem tillstötte och den planerade starten blev gång på gång senarelagd. Framförallt har NASA av ekonomiska skäl tvingats att skära ner sitt engagemang. Under åren har man utvecklat och testat tekniken. 2015 skickades ESA-satelliten LISA Pathfinder upp. Syftet var bland annat att testa om två testmassor i farkosten med hög precision kunde placeras i fritt fall, ett mål som med god marginal uppnåddes.
Projektet leds nu (2022) av ESA men med bidrag från NASA och ett internationellt konsortium av forskare. Man hoppas att de tre rymdsonder som observatoriet ska bestå av ska kunna skjutas upp 2037. Airbus, som utvecklade och byggde LISA Pathfinder, gavs 2022 i uppdrag att också arbeta med utvecklingen av LISA.

## Beskrivning

Stiliserad bild av deformationerna som induceras på laserarmarna vid passagen av en polariserad gravitationsvåg.

LISA ska med hjälp av laserinterferometri mäta hur olika massor i rymden rör sig relativt varandra när de påverkas av gravitationsvågor. Testmassorna, två i varje farkost, är placerade i fritt fall runt solen inneslutna i tre rymdfarkoster som skyddar dem från störningar i form av solljus, solvind och mikrometeoriter. Man har också vidtagit åtgärder som skyddar massorna från elektriska, magnetiska och termiska störningar orsakade av själva farkosterna, allt för att testmassorna enbart ska påverkas av gravitationsvågor. (Det inre av LISA Pathfinder beskrevs som ”the quietest place in space”.) Testmassornas exakta utformning är inte beslutad men i LISA Pathfinder utgjordes de av två likadana kuber av en guld-platinalegering med sidan 4,6 cm och vikten 1,96 kg. 
Farkosterna färdas i samma bana runt solen som jorden men ca 50 miljoner km efter vår planet, eller, annorlunda uttryckt, 20° bakom jorden. Tillsammans bildar de en liksidig triangel med sidor som är 2,5 miljoner km långa.
Varje testmassa rör sig alltså helt oberoende av hur dess rymdfarkost beter sig. I stället följer ett kontrollsystem massornas positioner relativt farkosten och ger signaler till farkostens ”thrusters” så att dessa kan se till att farkosten hela tiden följer testmassorna.
Varje farkost skickar infrarött laserljus (våglängd 1 064 nm, effekt 2 W) via två teleskop (diameter 30 cm) till de två andra farkosterna. På grund av avståndet, 2,5 miljoner km, når endast en bråkdel fram, ca 0,5 nW. Vanlig Michelson-interferometri där inkommande ljus direkt reflekteras tillbaka av speglar är därför inte möjlig. I stället kommer man att använda ”simulerade speglar”. Inkommande ljus tas emot av teleskop och farkosternas lasrar låses till det inkommande ljusets fas och kan på så vis returnera kopior med hög effekt i samma fas som det svaga inkommande ljuset har. Systemet fungerar alltså som en sorts transpondrar. Den returnerade strålen tas emot av den initiala rymdfarkosten och dess fas jämförs i sin tur med den lokala laserns fas. Uppsättningen av fasmätningar tillsammans med viss hjälpmodulering gör det möjligt att bestämma optiska vägskillnader. 
(Variationer i solvindens densitet kan påverka ljushastigheten mellan två sonder. Detta störningsmoment anses dock vara mindre betydande än övriga kvarstående störningar.)
Analys av fasskillnaderna tillsammans med mätning av hur farkosterna har rört sig relativt sina testmassor kan sedan påvisa de minimala fluktuationer (ner till 10-12 m) som uppstår när gravitationsvågor passerar systemet. Genom att registrera tidpunkterna när vågorna når de tre rymdsonderna blir det möjligt att avgöra från vilken riktning de kommer.
LISA beräknas vara i drift fyra år, men tiden kan komma att förlängas.

## Jämförelse med jordbaserade instrument
Jordbaserade instrument som LIGO och Virgo har observerat gravitationsvågor sedan 2015 men anläggningarna har begränsad känslighet. Dels kan man inte eliminera alla störningar, dels avgör detektorarmarnas längd vilka frekvenser instrumentet kan uppfatta. LIGO och Virgo har fyra respektive tre kilometer långa armar. De kan detektera gravitationsvågor med frekvenser mellan cirka 10 och 1 000 Hz, exempelvis från mindre svarta hål eller neutronstjärnor som smälter samman. 
Med ett rymdbaserat observatorium kan man ha mycket längre armar, i LISA:s fall 2,5 miljoner km. LISA ska kunna uppfatta frekvenser ända ner till 0,1 mHz, exempelvis från mycket avlägsna supermassiva svarta hål som smälter samman. Man kommer att kunna studera kompakta dubbelstjärnor i Vintergatan och dynamiken i de täta stjärnkluster som oftast finns i galaxernas centra. Genom att LISA blir så känsligt kan instrumentet studera händelser mycket tidigt i universums utveckling.